# Tuscola (Illinois)
Tuscola je grad u američkoj saveznoj državi Ilinois. Prema popisu stanovništva iz 2010. u njemu je živjelo 4.480 stanovnika.